# 團隊負責人
團隊負責人（Team leader）是指为实现某一目标与关键结果而向一组团队以及團隊內成員提供指导以及指示方向的人。團隊負責人监督团队完成任務，并向经理匯報工作。團隊負責人作為團隊的一份子，通常也要參與工作，但要承担额外的领导责任。而高层管理人员通常不是團隊中的一份子，他們有自己的工作任務。为了使团队成功运作，团队負責人还必须激励团队利用他们的知识和技能来实现目标。